# NGC 6939
NGC 6939 (другое обозначение — OCL 217) — рассеянное скопление в созвездии Цефей.
Этот объект входит в число перечисленных в оригинальной редакции «Нового общего каталога».